# 14 sai no haha
14 sai no haha (14才の母, Juyon-sai no haha, « une mère de 14 ans ») est un drama japonais en onze épisodes de 54 minutes diffusés du 11 octobre au 20 décembre 2006 sur la chaîne NTV. La chanson du générique est Shirushi par Mr. Children.
Cette série est inédite dans tous les pays francophones.

## Synopsis
Ce drama raconte l’histoire d’une famille confronté à une adolescente enceinte, au choix à faire, aux difficultés, etc.
Miki Ichinose, jeune adolescente de 14 ans, tombe amoureuse d’un jeune adolescent de 15 ans, Satoshi Kirino. Une seule soirée d’amour la rend enceinte. Malgré la pression de son entourage (famille, école, etc.) elle décide de garder l'enfant.

## Distribution
- Mirai Shida : Ichinose Miki (14 ans)
- Misako Tanaka : Ichinose Kanako (43 ans)
- Katsuhisa Namase : Ichinose Tadahiko (45 ans)
- Miura Haruma : Kirino Satoshi (15 ans)
- Shigeru Muroi : Kirino Shizuka (48 ans)
- Sayaka Yamaguchi : Endo Kyoko (Tuteur scolaire, 25 ans)
- Junichi Koumoto : Mitsui Makoto (Oncle de Miki, 33 ans)
- Kazuki Kitamura : Hatano Taku (Éditeur en chef, 38 ans)
- Mitsuki Tanimura : Yanagisawa Mayu (15 ans)
- Kii Kitano : Kubota Megumi (14 ans)
- Rina Koike : Nagasaki Sayaka (14 ans)
- Kazuki Koshimizu : Ichinose Kenta (11 ans)
- Yumiko Ideguchi : Okumura Yoshiko (32 ans)
- Kiyo Hasegawa : Inohara Mitsue (50 ans)
- Itsumi Osawa : Matsumoto Rika (40 ans)
- Ken Kaito : Yamazaki Koyo (Supérieur de Kirino, 29 ans)
- Sayaka Kaneko : Mitsui Hinako (28 ans)
- Shunya Isaka : Haraguchi Kazuaki (28 ans)
- Atsuko Takahata : Matoba Haruko (Médecin, 52 ans)
- Akira Onodera : Nakatani Eiza (Principal, 58 ans)
- Naho Toda : Ikeyama (ep8)
- Takashi Sorimachi : docteur Tsuchida (ep10-11)
- Aya Enjouji : une des voisines (ep11)

## Épisodes
1. Chûgaku sei no ninshin... gomenne, okâ-san
2. Omae nanka mô musume janai
3. Sayonara... watashi no akachan
4. Tabidachi watashi ha mô nakanaiyo
5. Bai bai... Hatsukoi ga shinda hi
6. Watashi nimo boshi techô kuremasuka
7. Okane de mirai ha kaemasuka?
8. Futatsu no inochi... dochira wo erabu?
9. Shussan inochi wo kaketa nijyûyo-jikan
10. Mô ichido waratte...
11. Namida no saishû kai supesharu... inochi tte nani?